# ماركوس ك. أتكينسون
ماركوس ك. أتكينسون هو سياسي كندي، ولد في 7 يناير 1854، وتوفي في 28 يوليو 1895.